# 孟威 (北朝)
孟威（？—536年2月20日），字能重，河南郡洛阳县（今河南省洛阳市东）人，北魏、东魏官员。

## 生平
孟威很有气节风尚，特别熟悉北方风俗，虚龄十二岁以东宫直阁为起家官，很快升任给事中，转任羽林监。当时高车的首领侯倍穷奇被嚈哒所杀，嚈哒抓了穷奇的儿子弥俄突离去，高车部众分散，有的投奔了北魏，有的投靠了柔然。魏孝文帝元宏诏令宣威将军、羽林监孟威晓谕祸福吉凶，追回逃散的人，将他们安置分配在高平镇为百姓。之后孟威以通晓北方胡族的语言，接受敕令出任著作郎，以备咨询。永平元年（508年），孟威历任镇远将军、前军将军、左右直长，加龙骧将军，当时高昌王麴嘉派遣哥哥的儿子左卫将军、田地郡太守麴孝亮到京城洛阳朝见，要求迁徙到中原，请求北魏派兵迎接支援。魏宣武帝元恪派遣孟威发动凉州士兵三千人迎接麴嘉，魏军到了伊吾。当时高车和柔然交战，柔然佗汗可汗驻军于伊吾北山。佗汗见到孟威的军队，害怕得逃跑了。高车的弥俄突知道佗汗吓跑，立即追击，大败敌方，在蒲类海的北边杀了佗汗，割下他的头发送给孟威。麴嘉没有按约定的时间到来，孟威带兵返回。永平三年（510年），麴嘉派遣使者向北魏朝贡，魏宣武帝又派遣孟威前往高昌慰劳。孟威返回后，升任城门校尉、直阁将军、沃野镇将。正光元年（520年）九月，柔然可汗阿那瓌归附北魏，魏孝明帝元诩诏令前任郢州刺史陆希道兼任侍中作为使者，孟威兼任散骑常侍作为副使，到京城远郊迎接。正光二年（521年），阿那瓌要回柔然时，又以孟威出任平北将军、光禄大夫、署理员外常侍，作为使者护送阿那瓌。孟威前后多次出使远方的藩属国，大致都符合朝廷旨意，又加抚军将军。普泰年间，孟威出任大鸿胪卿，很快加骠骑大将军、右光祿大夫。天平三年正月十日（536年2月17日），孟威发病，十三日（536年2月20日）在孝义里去世，朝廷赠予使持节、侍中、骠骑大将军、都督冀瀛沧三州诸军事、司空公、冀州刺史，谥号孝景。儿子孟恂继承爵位。

## 家庭

### 祖父
- 孟謇，北魏外都座大官、散骑常侍、都督幽瀛二州诸军事、镇北将军、幽州刺史、襄平侯、谥号简[12]

### 父亲
- 孟干，北魏司空长史、光禄勋卿、使持节、都督青州诸军事、抚军将军、青州刺史[12]

### 兄弟
- 孟昇，北魏廷尉卫尉二卿、怀州刺史[15]
- 孟季，北魏平西将军、华州刺史、钜鹿县公

### 夫人
- 武威段氏，北魏陇西郡太守段援之女
- 河南元氏，北魏雍秦泾三州刺史、尚书仆射、南平王元仲冏的姐妹

### 子女
- 孟恂
- 孟景邕，魏镇西将军、金紫光禄大夫[12]